# Крайківський Пантелеймон Іванович
Пантелеймон Іванович Крайківський (22 березня 1891 року, с. Різдвяни, Рогатинський повіт, Австро-Угорщина — пом. квітень 1945 року) — борець за незалежність Украïни початку XX ст., громадський та політичний діяч, педагог, жертва сталінського терору.

## Життєпис
Після навчання у Станіславській семінарії та трьох років вчителювання у с. Німшин, вступив до лав Украïнських січових стрільців (УСС). Учасник боїв у квітні-травні 1915 року за гору Маківка у Карпатах, поблизу с. Тухлі, яка призвела до відступу російських військ з Галичини. Потрапив у російський полон, перебував на засланні в Омську (чи Томську).
У 1918 році, після трьох років заслання, повернувся у Східну Галичину, котра була вже під владою Польщі. В роботі вчителем йому було відмовлено. Певний час переховувався, як і більша частина галицькоï інтелігенціï, згодом включився у революційну боротьбу. У лютому 1919 року взяв участь у створенні Комуністична Партії Східної Галичини (КПСГ), котру, 9 вересня 1920 року, було перейменовано на Комуністичну партію Західної України (КПЗУ). Пантелеймон став членом КПЗУ, вплив якої зростав через успіхи НЕП-у й українізації в Українській Соціалістичній Радянській Республіці. Сприяв організації та діяльності читалень і товариств «Просвіта» у Рогатинському повіті. У 1923—1928 роках обраний членом Політбюро ЦК КПЗУ та делегатом III з'ïзду КПП та II з'ïзду КПЗУ в місті Большево, під Москвою.
Наприкінці 20-х років П. Крайківський з дружиною Катериною проживали у Львові, він редагував прогресивний львівський часопис «Наше Слово» та займав посаду секретаря «Сельробу» — масової революційноï організаціï КПЗУ, яка піднімала робітників та селян до страйків і непокори щодо польських панів. Він мав дружні стосунки з Денисом Лукіяновичем (письменник, педагог, літературозеавець); та громадським діячем Антіном Володиславовичем Крушельницьким (письменник, публіцист, педагог, журналіст, редактор, видавець, літературознавець, громадський діяч). Після лютнево-березневого пленуму ЦК КП (б) у 1927 р., коли Москва усунула з посади Народного комісаріату освіти УСРР (УРСР) Олександра Яковича Шумського, П. Крайківський разом з товаришами КПЗУ-більшості «васильківцями» або «шумськістами» — Й. В. Кріликом (Васильків) та К. Савричем (Максимовичем) — виступив на захист позиції О. Шумського та зайняв опозиційну позицію до сталінської політики в УСРР. П. Крайківський не поїхав на відкликання Л. Кагановича (нібито для навчання, роботи чи відпочинку) в УСРР. На початку 30-х рр. він відійшов від революційноï роботи і знову оселився на родинному галицькому хуторі Клин. Провадив культурно-просвітницьку діяльність у селі Різдвянах, керував хором, категорично попереджав своїх колишніх соратників, не ïхати для своєї дальшої реалізації у Радянську Украïну, де почалися масові сталінські репресіï проти украïнськоï інтелігенціï (його соратників — членів КПЗУ було звинувачено в «украïнському буржуазному націоналізмі» і репресовано: А. Крушельницького, чотирьох його синів та дочку було розстріляно протягом 1934—1937 рр. (на Соловках і у Ленінграді); Й. В. Крілик (Орловська в‘язниця) отримав вищу міру наказання, страчено в лісі; К. Саврич (Максимович) відбував 10 р. в‘язниці у Біломор-балтійському таборі НКВД, позбавив себе життя).
У 30-х рр.. П. Крайківський займався бджільництвом, продавав бочками мед у Львів, Варшаву та Відень, побудував за ці кошти власну хату. Давав гроші та бджільницьку продукцію у Комітети порятунку голодуючих для постраждалих (1932—1933 рр. Голодомор — геноцид української нації), станом на зараз відомо, що більшовики не пропускали продукти, а гроші — просто вилучали.
Включення (вересень 1939 р.) західноукраїнських земель до складу Радянського Союзу П. Крайківський сприйняв як окупацію, не співпрацював з місцевими комуністами та комсомольцями, відкрито говорив їм, що зраджують національній ідеї, працюючи на радянську систему. Його переслідували, за все життя П. Крайківський був десять раз заарештований (як поляками, так і окупантами-фашистами).
Після повернення в 1944 р. радянської влади у Західну Украïну, за наказом радянського полковника — начальника УНКВД Николая Садовника — П. Крайківського намагалися застрілити.
5 квітня 1945 року Пантелеймона і його жінку Катерину взяли в полон поблизу дому озброєні спецгрупи УНКВС і повели в сторону лісу. Дружину Катерину після тортур через добу відпустили, дома ïï спаралізувало і вона незабаром померла. Пантелеймона Крайківського катували кілька днів у крайній до лісу хаті села Витань методом «розривання людини на частини»: прив'язали за руки і ноги до ліжок, які розтягували. Після кількох днів він пропав, що зробили з тілом — досі невідомо. Катерину Крайківську поховали на цвинтарі села Різдвяни, кілька десятиліть пізніше родина замінила табличку на її пам'ятнику, вписавши туди також ім'я безслідно зниклого Пантелеймона Крайківського: «В пам'ять Катерини і Пантелеймона Крайківського».